# 石川武美記念図書館
石川武美記念図書館（いしかわたけよしきねんとしょかん）は、東京都千代田区にある私立図書館で、女性雑誌と古典籍の専門図書館である。現在は近代女性雑誌ライブラリーと徳富蘇峰の蔵書を石川武美が購入した成簣堂（せいきどう）文庫の2部門からなる。
旧称はお茶の水図書館。公益法人制度改革に伴い、2013年（平成25年）4月1日に法人の移行および法人名と館名の変更を行った。

## 蔵書

### 成簣堂文庫
もともと、徳富蘇峰の蔵書で、全体で10万冊を超える和漢書が含まれる。1931年に長沢規矩也と川瀬一馬が調査・目録編纂して、1932年に『成簣堂善本書目』として百部が印刷・出版されていた。1982年に川瀬が再調査・整理を申し出たことを図書館側も喜び、財団月報に「成簣堂文庫随想」と職員向けの「お茶の水図書館の古典籍・古文書について」と題する論文を執筆してもらいながら作業がすすめられた。川瀬は「徳富先生の和漢書の蒐集は、古往今来個人の学儒としてはおそらくその右に出るものはあるまい」としている。川瀬の多忙や入院などもあって10年がかりの調査となったが、1992年に『お茶の水図書館蔵新修成簣堂文庫善本書目』として善本目録が出版された。
また、古文書については、徳富蘇峰の依頼により、辻善之助監修で1936年に『成簣堂古文書目録』が出版されていたが、1983年に、かねてからお茶の水図書館職員のために古文書学の入門的講義をしてもらっていた荻野三七彦に、あらためて調査・目録作成を依頼した。1985年と1987年に、古文書の大部分を占める奈良興福寺大乗院文書について「『大乗院文書』の解題的研究と目録」上・下巻として出版され、全容が把握できるようになった。
洋書については、古典籍・古文書と同時期に丸山昭二郎の指導の下に調査と目録作成が行われ、『お茶の水図書館蔵成簣堂文庫洋書目録』が出版された。

### 竹柏園本
竹柏園本は佐佐木信綱の旧蔵書の一部。佐佐木は万葉集関係の新資料の発掘や古典籍の覆製刊行などに尽力し、「校本万葉集」の編纂で万葉集研究に多大な貢献を果たすなど、明治・大正・昭和にかけて歌人・国学者として活躍した。竹柏園本は、約2千冊（約660点）の万葉集関係の資料を石川武美が昭和19年に購入したものである。現存する万葉集のうち全巻を完備する最古の写本である「西本願寺本万葉集」20巻（鎌倉時代後期写）をはじめ、平安朝の古写残巻、中世の万葉集古写本類、契沖、賀茂真淵、北村季吟などの江戸時代の万葉集研究者による自筆稿本・書き入れ本など、万葉集に関する資料が充実している。

## 年表
- 1940年（昭和15年）- 石川武美が徳富蘇峰のコレクションである成簣堂文庫を購入。
- 1941年（昭和16年）9月10日 - 財団法人文化事業報国会を設立。
- 1947年（昭和22年）- 財団法人文化事業協会へと改称。
- 1947年（昭和22年）12月1日 - 現在地にお茶の水図書館として開館。
- 1960年（昭和35年）- 財団法人石川文化事業財団へと改称。
- 1965年（昭和40年）- 神田駿河台1丁目に移転。
- 2002年（平成14年）- 創設地の神田駿河台2丁目に再移転。
- 2003年（平成15年）10月 - 専門図書館として再開館。ホームページ公開。
- 2007年（平成19年）- 『お茶の水図書館の60年』を発行。
- 2013年（平成25年）4月1日 - 石川武美記念図書館へと改称。

## 事業、教養講座、出版
- 『お茶の水図書館教養の集い四十四話 第1集』お茶の水図書館、1976年。
- 『お茶の水図書館教養の集い四十四話 第2集』お茶の水図書館、1977年。
- 『お茶の水図書館教養の集い四十四話 第3集』お茶の水図書館、1983年。
- 『追憶石川かつ』（「追憶石川かつ」編集委員会 編）お茶の水図書館、1976年。
- 『石川数雄文献・資料主要目録』（お茶の水図書館 編）お茶の水図書館、1983年。